# سازمان رسانه‌های جهانی ایالات متحده
سازمان رسانه‌های جهانی ایالات متحده یا هیئت کارفرمایان پخش (به انگلیسی: Broadcasting Board of Governors) یا به‌طور خلاصه شده بی‌بی‌جی، یک سازمان خبرگزاری وابسته به دولت ایالات متحدهٔ آمریکا است. هدف از ایجاد این سازمان، ارائه اخبار دقیق و اطلاعات به مخاطبان مهم و استراتژیک در خارج از کشور ایالات متحده آمریکا اعلام شده‌است.

## رسانه‌ها
محصولات رسانه‌ای سازمان رسانه‌های جهانی ایالات متحده عبارتند از:
- صدای آمریکا (رادیو و تلویزیون - بخش فارسی صدای آمریکا زیرمجموعه‌ای از آن است)
- الحره (تلویزیون)
- رادیو سوا (رادیو)
- رادیو اروپای آزاد/ رادیو آزادی (رادیو فردا زیرمجموعه‌ای از آن است)
- رادیو آسیای آزاد
- مارتی (ادارهٔ خبرگزاری کوبا - رادیو و تلویزیون)

## پیوندها
- وزارت امور خارجه آمریکا
- صدای آمریکا
- شبکه فارسی صدای آمریکا
- رادیو فردا